# Couvent des Colinettes
Le couvent des Colinettes, ou couvent Sainte-Élizabeth, est un ancien établissement religieux catholique situé dans l'actuel 1er arrondissement de Lyon, sur les pentes de la balme Saint-Clair.

## Histoire
Après avoir hébergé des religieuses de Sainte-Élizabeth de Roanne dans son château de Verjon à partir de septembre 1659,  Joachim de Coligny, 3e marquis de Coligny, ainsi que son épouse, font le 24 mai 1661 une donation de 30 000 livres afin de construire pour les religieuses de Sainte-Élizabeth un établissement à Lyon. En 1665, les religieuses s'installent dans la maison Mamejan acquise par la marquise de Coligny et située montée Saint-Sébastien. En 1669, la recluserie Saint-Sébastien, dépendance de l'abbaye d'Ainay, est donnée aux Colinettes. Au XVIIIe siècle, les bâtiments sont agrandis. Les sœurs obtiennent l'aval de Louis XIV pour agrandir leur propriété, englobant ainsi les bastion d'Orléans et Saint-Laurent.
Les sœurs sont chassées en 1792. Et les bâtiments sont utilisés comme caserne. En juillet 1859, cette caserne est transformée en hôpital (hôpital militaire Villemanzy).